# Llibre roig (Jung)
El Llibre roig (Giri Buch, en alemany) és un manuscrit escrit i il·lustrat pel psiquiatre i psicòleg suís Carl Gustav Jung, si fa no fa entre el 1914 i el 1930, i es considera el nucli de la seua obra posterior. Jung el va denominar Liber Novus (Llibre nou, en llatí). El manuscrit és de grandària foli (38,99 cm per 29,39 cm) i es va enquadernar en cuir roig, i és per això que Jung solia dir-li el Llibre roig. Havia romàs inèdit, fins que el van publicar en anglés el 7 d'octubre del 2009.

## Desenvolupament
Durant la Primera Guerra Mundial, Jung començà una llarga autoexploració que denominà la seua confrontació amb l'inconscient. Durant aquest període, desenvolupà les seues principals teories de l'inconscient col·lectiu, els arquetips, els tipus psicològics i el procés d'individuació, i transformà la psicoteràpia des d'una pràctica preocupada pel tractament de la patologia a un mitjà de reconnexió amb l'ànima i la recuperació del sentit en la vida. Enmig d'aquest esforç, hi havia el seu llegendari Llibre roig (Giri Buch, en alemany), un manuscrit voluminós, il·lustrat i enquadernat que escrigué entre el 1914 i el 1930, i que contenia el nucli de les seues obres posteriors. Tot i que Jung considerava el Llibre roig o Liber Novus (Llibre nou) el treball central en la seua obra, romangué inèdit fins al segle XXI: no va estar pas disponible per a l'estudi i passà inadvertit per al públic. L'escrit es pot descriure com un treball de psicologia en forma literària i profètica. És el treball inèdit més influent en la història de la psicologia occidental. La seua publicació fou una fita que inaugurà una nova era en la comprensió de la vida i treball de Jung.
| « | Els anys... quan vaig encalçar les imatges interiors, fou el moment més important de la meua vida. Tota la resta en deriva. Començà llavors, i els detalls posteriors a penes hi compten. Ma meua vida consistí en l'elaboració del que havia irromput progressivament des de l'inconscient, i negat com un corrent enigmàtic, i amenaçat a vessar-se'm. Aquesta fou la substància i el material per a més d'una sola vida. Tota la resta fou merament la classificació externa, l'elaboració científica, i la integració en la vida. L'inici numinós, però, que ho contenia tot, fou llavors. | » |

El volum de grandària foli (38,99 cm per 29,39 cm) consta de 205 pàgines de text en cal·ligrafia a mà de Jung i, amb el seu qualificat pinzell, d'impressionants pintures. 53 pàgines són imatges completes, 71 pàgines contenen text i 81 imatges i pàgines són pur text cal·ligràfic.
El Llibre roig és una obra que recorda els manuscrits il·luminats, com ara el Llibre de Kells i els Llibres profètics de William Blake.

## Context
Jung estigué lligat amb Sigmund Freud durant un període d'uns cinc anys, del 1907 ençà. La seua relació es tornà cada vegada més aferrissada, i quan la ruptura definitiva succeí al 1913, Jung es va retirar de moltes de les seues activitats professionals durant un temps per a continuar desenvolupant les seues pròpies teories. Els biògrafs no es posen d'acord quant a si aquest període representà una crisi psicològica. Anthony Storr, reflectint el propi judici de Jung que fou "amenaçat per una psicosi" durant aquest temps, arribà a la conclusió que sí que fou un episodi psicòtic.
Jung es referia a aquest episodi com una espècie d'experiment, una confrontació voluntària amb l'inconscient. La seua biògrafa Barbara Hannah, que estigué a prop de Jung posteriorment, comparà la seua experiència amb la trobada de Menelau amb Proteu, en l'Odissea: "va fer una norma de no permetre marxar la figura o figures amb les quals s'havia trobat fins que no li haguessen dit per què se li havien aparegut".

## Contingut

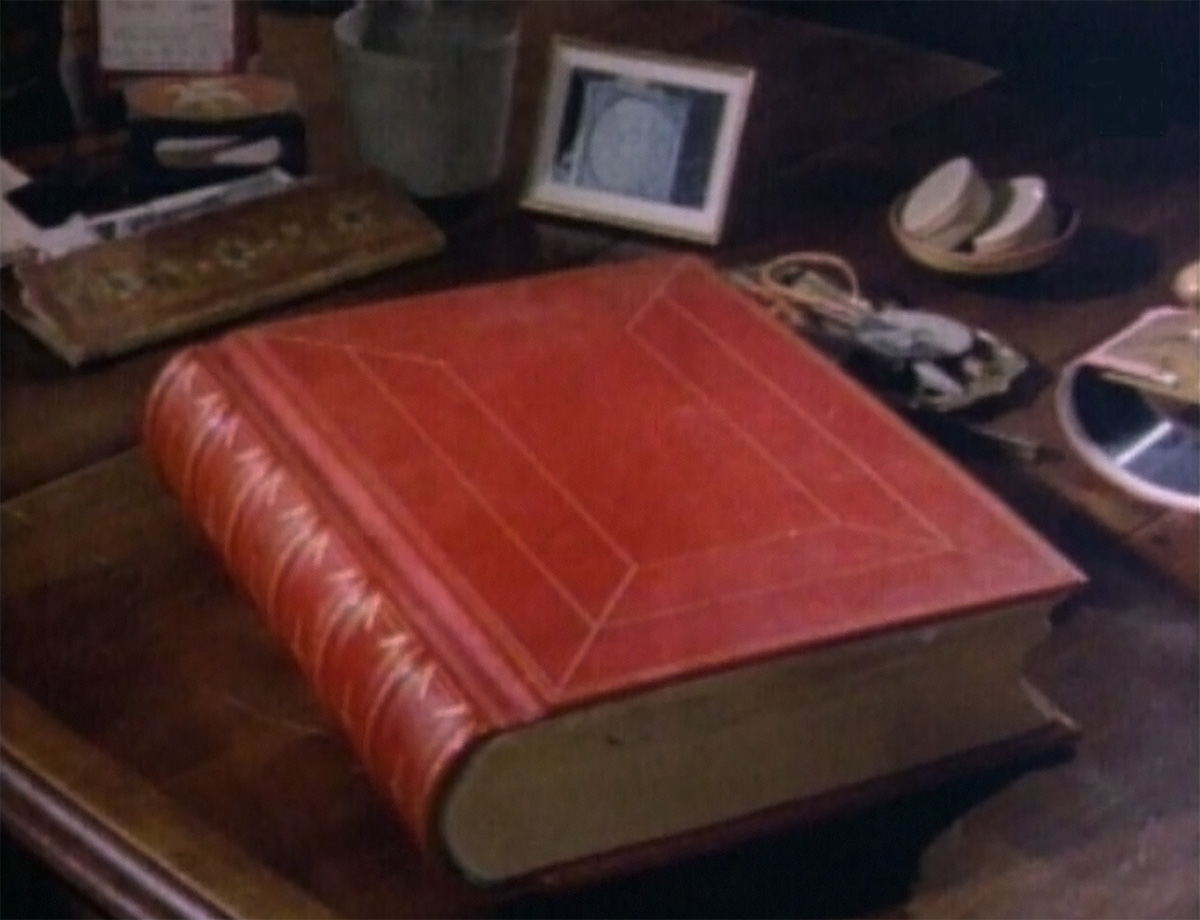
Liber novus original

El Llibre roig descriu la tècnica desenvolupada per Jung que denominà imaginació activa. Tal com ho descriu Jung, el van visitar dues figures, un ancià i una dona jove, a les quals identificà com a Elies i Salomé III. Van estar acompanyats per una gran serp negra. Amb el temps, la figura d'Elies es va convertir en un guia espiritual que Jung anomenà Filemó (ΦΙΛΗΜΩΝ, en grec). Salomé fou identificada per Jung com una figura de l'ànima. Les figures, segons Jung, "em dugueren al convenciment que hi ha altres coses en l'ànima que no faig jo, sinó que ocorren per si mateixes i tenen la seua pròpia vida".
La figura de Filemó representava un coneixement superior, i es comunicava amb imatges mítiques, que no semblaven pas provenir de l'experiència de Jung, i les interpretava com a productes de l'inconscient col·lectiu. A més de les paraules de Filemó i de les altres figures, el Llibre roig conté il·luminacions detallades en dos terços de les pàgines. Algunes les reprodueix Aniela Jaffé en el seu llibre C. G. Jung: Word and Image.
Les fantasies que en aquells dies se li presentaven a Jung les escrivia primerament en els Schwarzen Büchern (Llibres negres) i després les transcrivia al Rote Buch (Llibre roig), ampliades amb dibuixos, un del mateix Filemó.
Aniela Jaffé explica que "els Schwarzen Büchern inclouen sis volums enquadernats en pell negra; el Giri Buch, un infoli enquadernat en pell vermella, conté les mateixes fantasies, però en una manera i llenguatge retocats i en escriptura gòtica cal·ligràfica, com si fos un manuscrit medieval".
Jung inserirà en les seues memòries (Records, somnis, pensaments) dos escrits no inclosos en Schwarzen Büchern ni en Giri Buch:
1. D'una banda, un Complement al Rote Buch (1959).[17]
2. De l'altra, els Septem Sermons ad Mortuos (1916).[18]

## Publicació i visualització

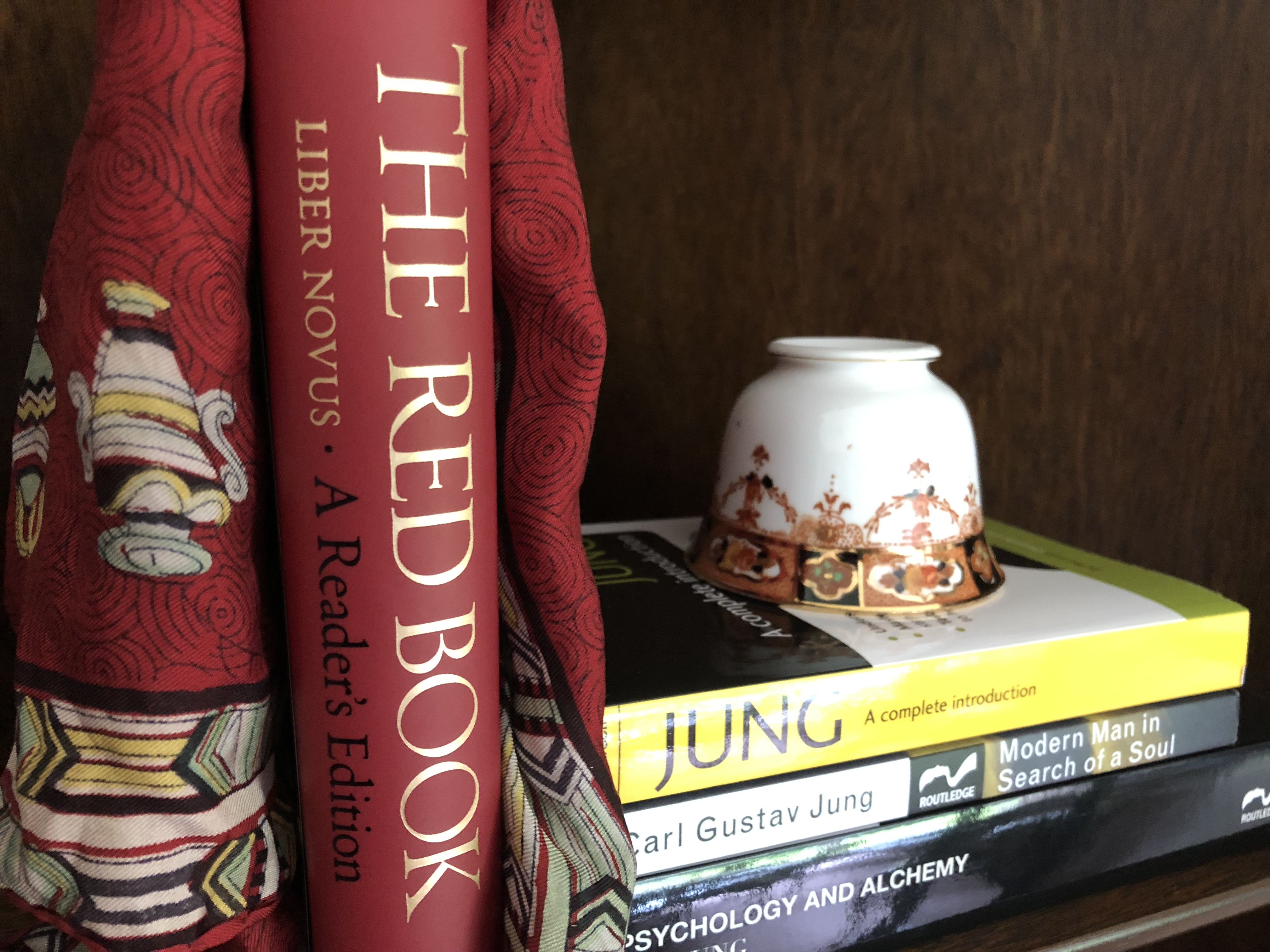
Versió d'estudi de l'edició en anglés al costat d'altres obres de Jung, com ara Psicologia i alquímia

Fins a l'any 2000, els hereus de Jung es van negar a autoritzar la publicació del llibre i a permetre-hi als estudiosos l'accés, i va romandre tancat en la caixa de cabals d'un banc suís. Fins al setembre del 2009, només unes dues dotzenes de persones l'havien vist. L'historiador Sonu Shamdasani, un empleat dels hereus de Jung i assessor en l'ús del material inèdit, i Stephen Martin, analista del corrent analític, van crear la Fundació Philemon, per tal de facilitar la publicació de les obres inèdites de Jung.
Ulrich Hoerni, net de Jung, que en gestiona els arxius, va decidir publicar-lo després de tres anys de ser persuadit per Shamdasani. W. W. Norton & Company preparà una edició facsímil del Llibre roig, en la versió original en alemany, amb traducció a l'anglés i una extensa anotació. El 2007, Digital Fusion va escanejar l'obra a una desena part d'un mil·límetre. Va eixir a la llum el 7 d'octubre del 2009.
El Rubin Museum of Art de Nova York mostrà el llibre original acompanyat d'uns petits diaris també originals, així com els Schwarzen Büchern (Llibres negres), del 7 d'octubre del 2009 al 15 de febrer del 2010. D'ací, es dugué al Museu Hammer de Los Angeles, Califòrnia, de l'11 d'abril al 6 de juny del 2010. En acabant, es mostrà a la Biblioteca del Congrés dels Estats Units, del 17 de juny al 25 de setembre de l'any 2010.
Després del seu periple estatunidenc, es va exposar a Europa, de primer al Museu Rietberg de Zúric, Suïssa, del 17 de desembre del 2010 al 20 de març del 2011, i després al Museu Guimet de França del 7 de setembre al 7 de novembre del 2011, coincidint amb la publicació de la versió en francés. Del 25 de novembre del 2011 al 25 de març del 2012, retorna a Suïssa, i es presentà en la Biblioteca Bodmeriana de la Fundació Martin Bodmer, a Cologny, Ginebra.

L'1 de juny del 2013 formà part de la mostra del Pavelló Central de la Biennal de Venècia.

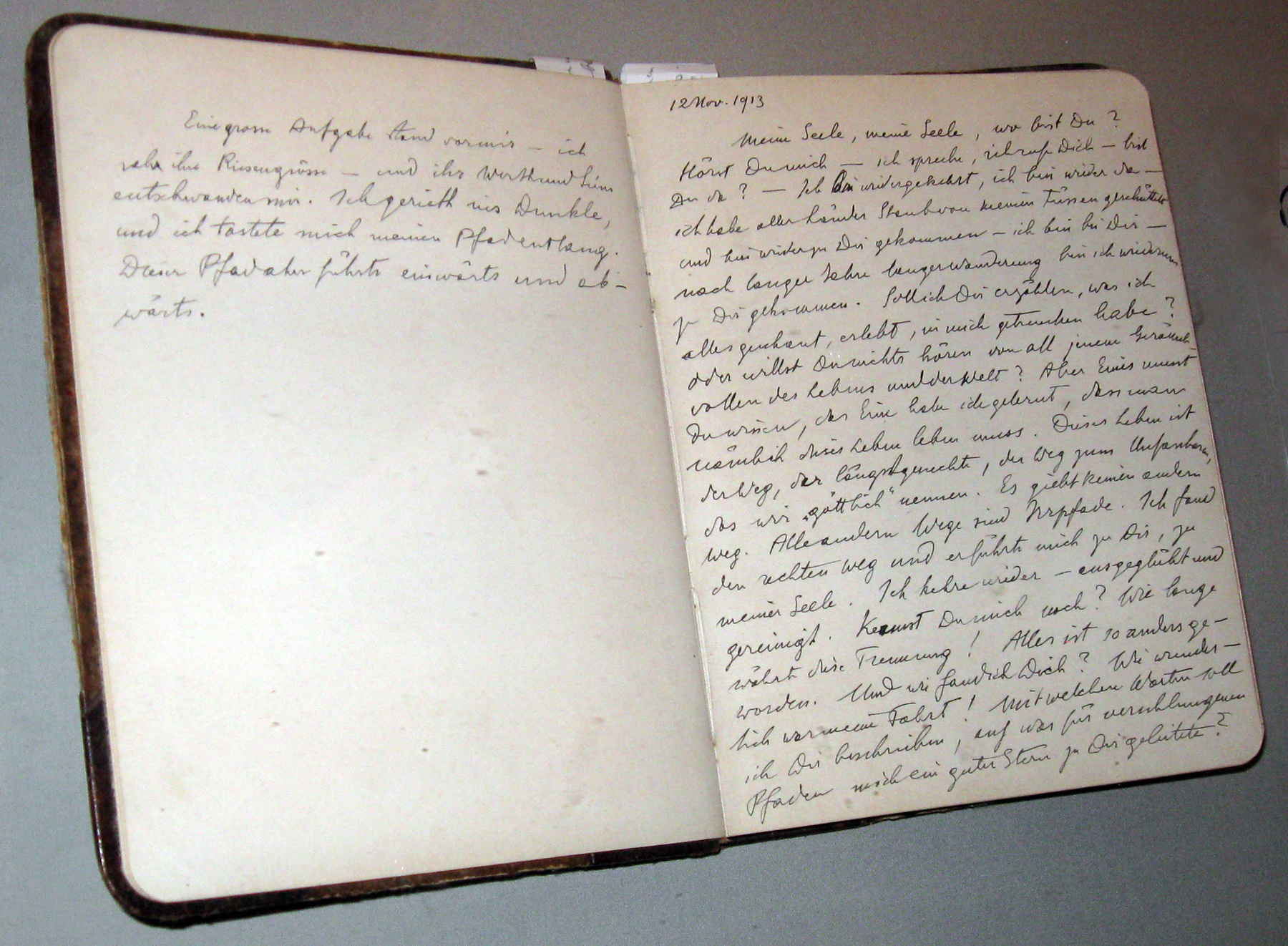
Llibres negres

## Presentació de l'obra
Des de la seua publicació, se'n feren conferències i presentacions, sobretot en l'àmbit anglosaxó. La Fundació Vocació Humana presentà l'edició del Llibre roig el 9 de desembre del 2009, en el Malba, a càrrec del doctor Bernardo Nante. La Fundació Carl Gustav Jung de l'estat espanyol en feu la presentació el 13 de gener del 2010, a Barcelona (Catalunya, Països Catalans), i el 3 de febrer del 2010, a Madrid. S'anaren rebent a poc a poc les primeres impressions i anàlisis de l'obra.

## Llibres negres
La Fundació Philemon anuncià al desembre del 2012 la propera publicació dels Black Books, en col·laboració amb la Stiftung der Werke von C. G. Jung i W. W. Norton & Company, editora del Llibre roig. Fou editat i presentat per l'editor general de la Fundació  Philemon, Sonu Shamdasani, i traduït per Martin Liebscher, John Peck i el mateix Shamdasani. La publicació de l'editorial W. W. Norton en fou una edició facsímil de set volums en cartoné, designats per les seues dates, en una caixa especial. La data de llançament en fou el 13 d'octubre del 2020.